# 泉町 (習志野市)
泉町（いずみちょう）は千葉県習志野市の町丁。現行行政町名は泉町一丁目から泉町三丁目。郵便番号は275‐0006。

## 歴史

### 町名の変遷
住居表示実施に伴い、以下の通り、泉町が設置された。
| 変更後     | 変更前                     | 変更日             |
| 町丁       | 町丁（特記なければ各一部） | 変更日             |
| ---------- | -------------------------- | ------------------ |
| 泉町一丁目 | 大久保町四丁目             | 1967年（昭和42年） |
| 泉町二丁目 | 大久保町四丁目             | 1967年（昭和42年） |
| 泉町三丁目 | 大久保町四丁目             | 1967年（昭和42年） |

## 地名の由来
泉町にはかつて旧陸軍騎兵第15･16連隊が所在しており旧陸軍が井戸（泉）を掘ったのが由来。

## 小中学校の学区
小・中学校の通学区は以下の通り。
| 町丁      | 字・番地        | 小学校             | 中学校     |
| --------- | --------------- | ------------------ | ---------- |
| 泉町1丁目 | 1番地           | 大久保小学校       | 第二中学校 |
| 泉町1丁目 | 2・3番地        | 大久保東小学校     | 第二中学校 |
| 泉町2丁目 | 全域            | 大久保東小学校     | 第二中学校 |
| 泉町3丁目 | 全域            | 大久保東小学校     | 第二中学校 |
| 泉町3丁目 | 5番地から10番地 | （実籾小学校も可） | 第二中学校 |

## 公共交通機関

### バス
- 京成バス - 習志野出張所
  - 東習志野線
    - 東邦大学付属中学高校前- 大久保四丁目 - 公務員住宅

  - 大久保線
    - 東邦大学付属中学高校前 - 市営住宅 - 県営住宅